# Demi monde
Se llamó demi monde, entre los siglos XVIII y principios del XX, a cierta clase de mujeres galantes. En la Francia del siglo XIX, la demi-mondaine era una mujer cuya condición oscilaba entre la de prostituta de lujo y la de amante mantenida por los parisinos adinerados. Este grupo social, invisible hasta entonces, se hizo presente en la prensa, en el teatro, en las reuniones públicas y, finalmente, en toda la sociedad parisina a partir del Segundo Imperio, alcanzando su apogeo hacia 1900 y desapareciendo durante la Primera Guerra Mundial. Estas cocottes de baja o alta categoría también recibieron el nombre de «Grandes horizontales».

## Concepto
Demi-monde significa en francés «semi-mundo». El término deriva de una obra de teatro llamada Le Demi-Monde, de Alexandre Dumas (hijo), publicada en 1855. La obra trataba de la forma en que la prostitución de la época amenazaba el matrimonio. El demi-monde era el mundo ocupado por los hombres de la élite y las mujeres que los entretenían y a las que mantenían, el mundo amante del placer y peligroso que Dumas inmortalizó en la novela de 1848 La dama de las camelias y sus numerosas adaptaciones. El demi-monde es un mundo nebuloso que refleja una imagen distorsionada del «gran mundo». A primera vista, el demi-monde es idéntico al gran mundo, pero detrás de las buenas maneras, la cultura, la aparente respetabilidad y los títulos de nobleza, aparecen grietas, disonancias, falsas posiciones, corrupciones inconfesables y fortunas escandalosas. Está formado por individuos de existencia equívoca, hombres jugadores, vividores (apodados «los griegos») y sobre todo mujeres sin marido, grandes damas depuestas, pequeñas burguesas, mujeres mantenidas, «damas de poca virtud», antiguas prostitutas, bailarinas, cantantes o comediantes.
Demimondaine se convirtió en un sinónimo de cortesana o prostituta que se movía en esos círculos, o de mujer de posición social con el poder de hacer caso omiso de las convenciones y lanzarse a la vida nocturna hedonista. Una mujer que tomaba esa decisión pronto perdía su estatus social, ya que se convertía en «déclassée». La película de 1958 Gigi, basada en una novela de 1944 de Colette, retrata vívidamente el mundo de la demimonde casi al final de su existencia. La tía de Gigi, Alicia, una legendaria cortesana que ahora disfruta de una rica jubilación, instruye a su sobrina adolescente en los modales elegantes y el valor de las joyas e intenta despertar su interés por la moda, con el fin de prepararla para la vida en el demimonde, complaciendo a los caballeros que le proporcionarán los medios para vivir cómodamente.
Para los hombres, la alta vida del demimonde estaba aislada del otro mundo de las esposas y las familias y los deberes (si los había). Abarcaba el consumo excesivo de alcohol y drogas, el juego, la asistencia al teatro, al ballet y a las carreras de caballos, la búsqueda de la alta moda en todos los aspectos de la vida y, por supuesto, la promiscuidad sexual. El derroche llevaba al endeudamiento, y la promiscuidad podía, en el peor de los casos, conducir a la enfermedad.
Históricamente, el apogeo de la demimonde estuvo encapsulado en el periodo conocido en Francia como La Belle Époque (1871-1914), desde el final de la Guerra franco-prusiana hasta el comienzo de la Primera Guerra Mundial.
El siglo XX trajo consigo el auge de la Nueva Mujer, el cambio de las economías y de las estructuras sociales, así como el cambio de las modas y de las costumbres sociales, sobre todo tras la Primera Guerra Mundial. La prostitución y la tenencia de amantes no desaparecieron, pero la etiqueta de demimondaine quedó obsoleta al cambiar el semi-mundo.
Esta palabra, creación de Alexandre Dumas (hijo), fue definida por su autor del modo siguiente: «Asentemos pues, aquí para los diccionarios futuros, que la palabra demi-monde no representa, como se cree y como la imprime la barahúnda, a las cortesanas, sino la clase de las desclasificadas. El demi-monde está separado de las mujeres honestas por el escándalo público y de las cortesanas por el dinero». El uso, contra el deseo del inventor de la palabra, confunde las mujeres del demi-monde precisamente con aquellas de quien Dumas quería separarlas.

## Demi-mondainescélebres
Los nombres de algunas de ellas son aún conocidos: Blanche d'Antigny, Anna Deslions, la rusa Madame de Païva y Jeanne Duval.
Cora Pearl, cuyo nombre real era Emma Crouch, fue una demi-mondaine parisina de origen inglés, nacida en 1837 y que escribió sus memorias. Fue amante del príncipe Napoleón, primo del emperador Napoleón III.
Otra famosa demi-mondaine, Laure Hayman, era descendiente del pintor Francis Hayman, maestro de Thomas Gainsborough. Entre sus amantes se encontraban el duque de Orleans, Charles de La Rochefoucauld, duque de Estrées, Louis Weil (tío abuelo materno de Marcel Proust), el rey de Grecia, el escritor y académico francés Paul Bourget y Alexis Karageorgevitch, pretendiente al trono de Serbia, de quien se enamoró. Vivía de la generosidad del banquero Raphaël Bischoffsheim. Fue apodada la «negadora de duques».
- La Païva (1819-1884)
- Marie Duplessis (1824-1847)
- Cora Pearl (1835-1886)
- Blanche D'Antigny (1840-1874)
- Athalie Manvoy (1843-1887)
- Valtesse de La Bigne (1848-1910)
- Méry Laurent (1849-1900)
- Laure Hayman (1851-1939)
- Berthe de Courrière (1852-1916)
- Eugénie Fougère (1861-1903)
- Marthe de Florian (1864-1939)
- Carolina Otero, apodada «La Bella Otero» (1868-1965)
- Liane de Pougy (1869-1950)
- Marguerite Steinheil (1869-1954)
- Clémence de Pibrac (1869-1938)
- Émilienne d'Alençon (1870-1945)
- Suzanne Derval (1870-?)
- Lise Fleuron (1874-1960)
- Hélène Chauvin (?-1924)
- Grietje Zelle, llamada Mata Hari (1876-1917)
- Liane de Lancy (1876-?)
- Suzanne de Behr (1880-1939)

## En la cultura

### Literatura
- Alexandre Dumas (hijo), Le Demi-Monde y La dama de las camelias.
- Émile Zola, Nana
- Honoré de Balzac, Las ilusiones perdidas
- Colette, Gigi
- Roy Lewis, Gladstone et la demi-mondaine
- Guy de Maupassant, Bel-Ami
- Paul-Jean Toulet, Mon Amie Nane
- Marcel Proust, Du côté de chez Swann, Odette de Crécy

### Cine
- La Léopolda en Ah! les belles bacchantes, película de Jean Loubignac de 1954
- Dangerous Beauty, película de Marshall Herskovitz de 1998

### Televisión
- Un episodio de la serie de televisión Penny Dreadful se llama "Demi-monde".